# 蘇我赤猪
蘇我 赤猪（そが の あかい）は、飛鳥時代の豪族。父は蘇我倉山田石川麻呂。別名は秦（はだ）。

## 記録
蘇我赤猪の名前は、『日本書紀』巻第二十五の以下の箇所に、兄弟の法師とともに現れる。
大化5年（649年）3月、蘇我日向の讒言により、孝徳天皇は査問の使者を蘇我倉山田石川麻呂は受け入れず、「ご返事は直接天皇の御前で申し上げたい」と答えた。再度使者を送ったが、同じ返事だった。そこで、天皇は軍隊を派遣して、石川麻呂大臣の家を取り囲もうとした。この時、石川麻呂は、法師・赤猪の2人の息子を連れ、茅渟道より大和の国境まで逃げた、と記されている。さらに、翌日、石川麻呂は長男の興志及び山田寺の衆僧に遺言して山田寺の仏殿で自殺し、石川麻呂の妻及び3人の息子と、一人の娘ら8人が殉死した、と『書紀』には記されている。